# Obołoń-2 Kijów
Obołoń-2 Kijów (ukr. Футбольний клуб «Оболонь-2» Київ, Futbolnyj Kłub "Obołoń-2" Kyjiw) – ukraiński klub piłkarski z siedzibą w stolicy Ukrainy - Kijowie. Jest drugim zespołem klubu Obołoń Kijów. Założony w roku 1998 jako Obołoń-Zmina-2.
Klub nie może występować w rozgrywkach Pucharu Ukrainy. Do 2009 występował w rozgrywkach ukraińskiej Drugiej Lihi.

## Historia
Chronologia nazw:
- 1998—1999: Obołoń-Zmina-2 Kijów (ukr. «Оболонь-Зміна-2» Київ)
- 1999—2001: Obołoń-PPO-2 Kijów (ukr. «Оболонь-ППО-2» Київ)
- 23 maja 2001—...: Obołoń-2 Kijów (ukr. «Оболонь-2» Київ)

Druga drużyna piłkarska Obołoni Kijów została założona w 1998 i otrzymała nazwę Obołoń-Zmina-2. Kiedy w sezonie 1999/00 pierwszy zespół Obołoń-PPO Kijów występował w Pierwszej Lidze, do rozgrywek w Drugiej Lidze został zgłoszony drugi zespół Obołoń-PPO-2 Kijów. Tak jak w następnym sezonie pierwszy zespół klubowy z powrotem spadł do Drugiej Lihi, drugi zespół pozbawiono statusu profesjonałów. Po roku nieobecności drugi zespół jako już Obołoń-2 Kijów od sezonu 2001/02 występował w Drugiej Lidze.
Po rundzie jesiennej sezonu 2008/09 z przyczyn finansowych zrezygnował z dalszych występów w Drugiej Lidze i został pozbawiony statusu klubu profesjonalnego.

## Sukcesy
- 2 miejsce w Drugiej Lidze (1 x):

1999/00

## Inne
- Obołoń Kijów